# Награда Хјуго
Награде Хјуго (енгл. The Hugo Award) је годишња књижевна награда за најбоља дела из научне фантастике или фантастике у претходној години, коју додељују учесници Светске конференције научне фантастике.
Хјуго је високо цењена награда у жанру научне фантастике, којом управља Светско друштво научне фантастике (енгл. World Science Fiction Society). Названа је по Хјугу Гернсбаку, оснивачу револуционарног магазина научне фантастике „Фантастичне приче” (енгл. Amazing Stories). Прве награде су додељене 1953. г., на 11. Светској конференцији научне фантастике, и додељују се сваке године од 1955. 